# Askims och Mölndals tingslag
Askims och Mölndals tingslag var mellan 1955 och 1970 ett tingslag i Göteborgs och Bohus län i Askims och Mölndals domsaga. Tingsplatsen var i Göteborg.
Tingslaget omfattade Askims härad och Mölndals stad. 
Tingslaget bildades 1955 efter en delning av Askims, Hisings och Sävedals tingslag. Det upplöstes 31 december 1970 då verksamheten överfördes till Mölndals tingsrätt.